# 妙智会教団
妙智会教団（みょうちかいきょうだん）は、宮本ミツと宮本丈靖によって設立された、法華経系の新宗教である。公称信者数は約698,197人。

## 設立者
- 宮本ミツ - 会主
- 宮本孝平 - 大恩師・設立以前に死去したが、ミツの信仰を導いたことから特にミツと同格に位置づけられている。

## 教義
西田無学が提唱した在家による法華経の先祖供養に加え、困難を耐え忍んで善を行っていくという「忍善」という姿勢を日常の基本精神としている。

## 沿革
孝平・ミツは、当初、本門仏立講に入信していたが、1929年（昭和4年）にミツが諸病にかかり1933年（昭和8年）には入院することになった。そこで題目を唱えるも好転せず、1934年（昭和9年）に医師の反対を押し切って退院、その後ミツの兄から霊友会を勧められ入信した。2ヶ月後には夫の孝平も入信した。
1936年（昭和11年）の暮れに孝平が霊友会の第7支部長に就任。翌1937年（昭和12年）には霊友会本部の勤務になり、1945年（昭和20年）に孝平が死去してからはミツがその支部長を引き継いだ。なお、このときの第7支部は霊友会の中でも最大の支部となった。
しかし1949年（昭和24年）のいわゆる霊友会事件により他の支部が独立し教団化したのと同様、1950年（昭和25年）に霊友会から離脱し、10月12日に妙智会教団と公称して、1952年（昭和27年）に宗教法人格を取得した。
- 1957年（昭和32年）5月5日、青年部結成。
- 1961年（昭和36年）5月5日、妙智音楽隊結成。
- 1983年（昭和58年）5月26日～28日）、千葉聖地にて大道場落慶法要を行う。
- 1984年（昭和59年）3月28日）、ミツ死去。
- 1987年（昭和62年）5月14日、ミツの娘婿の宮本丈靖理事長が会長に就任。
- 1990年（平成2年）10月12日、幕張メッセで開催された「開教40周年つどい」において「ありがとう基金」を発足。
- 1999年（平成12年）、ありがとう基金公式WEBサイト（www.arigatou-net.or.jp）をオープン。
- 2000年（平成12年）、ありがとう基金が「子どものための宗教者ネットワーク （Global Network of Religions for Children／GNRC）」を発足。5月16日～18日、国立オリンピック記念青少年総合センターで第1回フォーラムを開催し、33ヶ国からキリスト教、仏教、イスラム教、ユダヤ教、ヒンドゥー教、ゾロアスター教、神道などの信仰を持つ294人が参加した。開会式では、第1回フォーラム開催に尽力したGNRC顧問委員の河野洋平外務大臣が祝辞を述べた。また、東郷良尚日本ユニセフ協会専務理事が、ユニセフの第4代事務局長キャロル・ベラミーのメッセージを代読[2][3]。

7月25～28日、ユニセフとフォコラーレの協力の下、千葉聖地にてありがとう基金主催「子ども未来会議」を開催。40ヶ国より10歳～15歳の少年少女134名が来日、国内含めて総勢213名が参加した。
- 2001年（平成13年）1月、子どものための宗教者ネットワーク（Global Network of Religions for Children／GNRC）公式WEBサイトをオープン。

5月、ユニセフのキャロル・ベラミー事務局長から宮本丈靖会長に「感謝の盾」が贈呈された。
6月14日～18日、タンザニアの首都ダルエスサラームにおいて、ありがとう基金主催「東部・南部アフリカにおける子どものための宗教者ネットワーク（Eastern and Southern Africa Network of Religions for Children／ESANRC）」が開催された。GNRC第1回フォーラムに参加したメリノール宣教会のシスタージーン・プルイットを中心に、子供への支援活動に従事する約50名の宗教者がスーダン、ルワンダ、ブルンジ、ケニア、タンザニア、ウガンダ、ジンバブエ、ザンビア、スワジランド、レソト、南アフリカ共和国、ナミビア、モザンビーク、ボツワナ、マラウイの15カ国から参加。
- 2002年（平成14年）、5月8～10日、ニューヨークの国際連合本部で開催された「国連子ども特別総会」[7][8]に代表団を派遣。最終日に開催された本会議総会午後の部において、宮本丈靖会長がステートメントを行った[9]。

6月、宮本丈靖会長の息子である宮本惠司が理事長に就任。
- 2003年（平成15年）2月、スイスのジュネーヴにArigatou Foundation（ありがとう基金）の国際交流事務所を設立[12]。

5月14日、ありがとう基金と世界宗教者平和会議日本委員会（WCRP）の共催で「会長誕生祭記念特別講演会 国連の将来－国際社会は何をめざすのか－」（講師・韓昇洙 元国連総会議長）を開催。その中で、宮本惠司理事長が国連への協力を表明する。
- 2004年（平成16年）2月3日～6日、国連本部で開催された国連総会にて、「Myochikai（Arigatou Foundation）」（妙智會ありがとう基金）として国際連合経済社会理事会（ECOSOC）の特殊諮問資格(Special Consultative Status)を取得。妙智會ありがとう基金が、正式に国連登録NGOとしての認定を受けた[14][15][16]。

5月17日～19日、「子どものための宗教者ネットワーク」の第2回フォーラムをスイスのジュネーヴで開催。
- 2005年（平成17年）5月16日、国際連合大学ウ・タント国際会議場にて、ありがとう基金主催シンポジウム「倫理教育と人類の未来－今なぜ倫理教育が必要とされるのか－」を開催。
- 2007年（平成19年）3月19日、 宮本恵司理事長が世界宗教者平和会議日本委員会（WCRP）の第5代事務総長に就任[18][19]。

5月14日、宮本丈靖会長卒寿誕生祭を開催。ユニセフより「子どものための宗教指導者賞」、パレスチナ政府より国家最高勲位である「エルサレムの星」を贈呈される。また、ユニセフ親善大使を務めるチェリスト、チョン・ミョンファによるお祝いの演奏が披露された。
10月2日〜7日、宮本恵司理事長がニューヨークに渡り、国連の潘基文事務総長、アシャ＝ローズ・ミギロ副事務総長と会談。
- 2010年（平成22年）、Arigatou Foundation（ありがとう基金）の英語圏、フランス語圏、スペイン語圏向け公式WEBサイト「Arigatou International（www.arigatouinternational.org）」をオープン。この前後から、海外でのArigatou Foundationの活動において「Arigatou International」の呼称を用いるようになる。
- 2011年（平成23年）、妙智会教団公式WEBサイトをオープン。
- 2012年（平成24年）、ダボス会議を主催する世界経済フォーラムの「Global Agenda Council on the Role of Faith 2012-2013」[21]のメンバーに、宮本恵司理事長が選出された[22]。

12月25日、財団法人ありがとうインターナショナル設立。宮本惠司理事長が総裁に就任した。これより、日本国内におけるありがとう基金の活動は、財団法人ありがとうインターナショナルに移管される。
- 2013年（平成25年）3月1日、Arigatou Foundationが国際連合人権理事会第22回定例議会の「差別教育撤廃に関するハイレベルパネル」に参加[24]。4月24日、祭りなどで得た収入の一部を帳簿に記載せず、約2億円を代表役員が私的に使っていたとして、東京国税局は代表役員への給与に当たるとして、同教団に源泉所得税約8000万円の徴収漏れを指摘し、追徴課税した[25]。

## 行事、活動等
本部（教会・道場）と千葉聖地で行われるものがある。
この他にも、妙智會ありがとう基金（財団法人ありがとうインターナショナル）主催のチャリティーバザーやチャリティーコンサート、講演会等様々な活動を不定期で行っている。

### 年中行事
- 1月1日 新年拝賀祈願式（AM12:00開始）
- 1月中旬 成人式
- 1月20日頃～節分 寒修行
- 2月3日 節分追儺式
- 3月28日 会主法要 みなもとに集う（千葉聖地）
- 4月第1日曜 釈尊ご降誕祭（千葉聖地）
- 5月14日 会長誕生祭
- 7月14日 盂蘭盆法要（本部）、戦没者盂蘭盆法要（千鳥ヶ淵戦没者墓苑）
- 10月12日  開教記念式典 世界の子どものために祈る日
- 11月14日 大恩師法会 みなもとに集う（千葉聖地）

### 月例行事
- 1日 全国役員会・支部長研修会
- 14日・28日 本部定例供養会
- 第3日曜日 各部（男子部・青年部・少年部）供養会

## 関連人物
- 稲場圭信(社会学者・宗教学者。大阪大学大学院人間科学研究科教授) - 財団法人ありがとうインターナショナルの理事を務める。
- 本山一博(玉光神社権宮司) - 本山博(超心理学者・心理学者・宗教家・哲学者)の息子で、財団法人ありがとうインターナショナルの理事を務める。
- 鳩山由紀夫(元政治家) - 会員ではないが、重要な行事の際に登壇することが多い[35][36]。